# Развален телефон (филм)
„Развален телефон“ (на английски: Hanging Up) е американска комедийна драма от 2000 г., с участието на Даян Кийтън (която е режисьор на филма), Мег Райън, Лиса Кудроу, Уолтър Матау (в неговата последна роля в киното) и Адам Аркин. Филмът е базиран на едноименния роман от 1995 г., написан от Делия Ефрон, която е съсценаристка със сестра си Нора.